# 198 aC
El 198 aC va ser un any del calendari romà prejulià. Durant la República i l'Imperi Romà, era conegut com a any del consolat de Flaminí i Petus (o, més rarament, any 556 ab urbe condita o de la fundació de la ciutat). L'ús del nom «198 aC» per referir-se a aquest any es remunta a l'alta edat mitjana, quan el sistema Anno Domini va ser el mètode de numeració dels anys més comú a Europa.

## Esdeveniments

### Antiga Roma
- Aquest any són elegits cònsols Tit Quinti Flaminí i Sext Eli Petus Catus.[2]
- En el curs de la Segona Guerra Macedònica (200 aC-197 aC), Flaminí, que havia rebut Macedònia com a província, embarca a Brundusium fins a Còrcira on deixa les tropes i va a la Província de l'Epir. Planifica la invasió del Regne de Macedònia. Aconsegueix l'ajuda del partit romà de l'Epir dirigit per Càrops el vell. Durant 40 dies lluita amb els macedonis. Filip V de Macedònia busca negociar amb la mediació dels epirotes i Flaminí exigeix l'evacuació dels macedonis de Grècia i de Tessàlia.[3]
- L'Epir se sotmet als romans, i Filip V fuig fent una política de terra cremada. Flaminí va a la Fòcida i ocupa Elatea. A la tardor, instal·la els quarters d'hivern a la Fòcida i Filip V fa noves propostes de pau. El romà, que volia perllongar el seu mandat, les accepta, i Macedònia envia ambaixadors a Roma, on el Senat ratifica que els macedonis han d'abandonar Tessàlia i Grècia. El Senat també prorroga el mandat de Flaminí per un període indefinit. El conflicte no es resol fins a l'any següent (197 aC), amb la batalla de Cinoscèfales.[4]
- Revolta d'esclaus a Sètia, reprimida amb energia pel pretor Luci Corneli Mèrula.[5]